# Lamproscatella tibetensis
Lamproscatella tibetensis är en tvåvingeart som beskrevs av Wayne N. Mathis och Zuyin 1988. Lamproscatella tibetensis ingår i släktet Lamproscatella och familjen vattenflugor.
Artens utbredningsområde är Tibet. Inga underarter finns listade i Catalogue of Life.